# The Parenting
The Parenting är en amerikansk skräckkomedifilm som hade premiär på Max den 13 mars 2025. Filmen är regisserad av Craig Johnson, efter ett manus skrivet av Kent Sublette.

## Handling
Filmen handlar om det unga gayparet, Rohan och Josh, som ordnar en helgresa med sina respektive föräldrar. Allting tar en oväntad vändning när de tre paren upptäcker närvaron av en 400 år gammal poltergeist.

## Rollista (i urval)
| Nik Dodani    | – Rohan     |
| Brandon Flynn | – Josh      |
| Brian Cox     | – Gerald    |
| Edie Falco    | – Dorothy   |
| Lisa Kudrow   | – Lisa      |
| Dean Norris   | – John      |
| Parker Posey  | – Elizabeth |
| Vivian Bang   | – Lillian   |